# Telescopus semiannulatus
Telescopus semiannulatus är en ormart som beskrevs av Smith 1849. Telescopus semiannulatus ingår i släktet Telescopus och familjen snokar.
Arten förekommer i Afrika från Kongo-Brazzaville och Tanzania söderut. Honor lägger ägg.

## Underarter
Arten delas in i följande underarter:
- T. s. polystictus
- T. s. semiannulatus